# PSM - Entente nationaliste
La fédération PSM - Entente nationaliste (PSM-EN, en catalan, Federació PSM-Entesa Nacionalista) est une fédération de partis politiques  des îles Baléares.

## Présentation
PSM - Entente nationaliste est composée par les partis suivants :
- PSM-Entesa Nacionalista de Mallorca (Majorque),
- PSM-Entesa Nacionalista de Menorca (Minorque),
- l'Entesa Nacionalista i Ecologista d'Eivissa (Ibiza),
- les Independents d'Artà
- et les Independents de Puigpunyent i Galilea.

PSM est le sigle de Parti socialiste de Majorque ou de Parti socialiste de Minorque.
Ces partis ne doivent pas être confondus avec le Partit dels Socialistes de les Illes Balears qui est la fédération locale du PSOE espagnol.
Le PSM a été fondé en février 1976 sous le nom de Partit Socialista de les Illes, en se transformant en Partit Socialista de Mallorca (PSM) en décembre 1977. Il a son siège à Palma de Majorque.
La fédération fait partie de l'Alliance libre européenne.
Ces différents partis îliens, nés autonomes, maintiennent leur propre personnalité et autonomie quant à l'action politique dans les différentes îles, tout en coordonnant leur action commune dans les îles Baléares, notamment en faveur de la justice sociale, le développement économique, écologique et social durable.